# Ротокас
Ротокас — мова, якою користуються близько 4 000 людей в східній частині Нової Гвінеї.
Унікальність мови ротокас в тому, що в ній використовуються лише 12 літер: a, e, g, i, k, o, p, r, s, t, u, v. При чому літери «s» i «t» відповідають одному звукові [t]. Не зважаючи на малу кількість носіїв мови та на порівняно прості правила її використання, вона ділиться на три діалекти: центральний, піпіпая та аіта. У мові ротокас не відіграє значення наголос, тобто наголос ставиться на будь-який склад в слові й від цього значення слова не буде змінюватись.